# 邵有良
邵有良（1433年—？），字維貞，浙江紹興府餘姚縣人，明朝政治人物。進士出身。

## 生平
浙江鄉試第五十九名。成化二年（1466年）丙戌科會試第一百二十九名，殿試登進士第二甲第七十四名。

## 家族
曾祖邵彥輝。祖父邵仲魯。父亲邵偉。